# Dendrotriton rabbi
Dendrotriton rabbi es una especie de salamandra en la familia Plethodontidae.

## Distribución geográfica y hábitat
Habita en el sudoeste de Guatemala y quizá en la zona adyacente de Chiapas (México). Su hábitat natural son los montanos húmedos tropicales o subtropicales. Su rango altitudinal oscila entre 2100 y 3000 m s. n. m..
Está amenazada de extinción debido a la destrucción de su hábitat .